# Nakina Airport
Nakina Airport är en flygplats i Kanada.   Den ligger i provinsen Ontario, i den sydöstra delen av landet, 900 km nordväst om huvudstaden Ottawa. Nakina Airport ligger 319 meter över havet. Den ligger vid sjön Rufus Lake.
Terrängen runt Nakina Airport är platt. Runt Nakina Airport är det mycket glesbefolkat, med 2 invånare per kvadratkilometer.. 
I omgivningarna runt Nakina Airport växer i huvudsak barrskog.